# Don't Change
Singles de INXS
The One Thing
(1982) To Look at You
(1982)
Don't Change est une chanson du groupe de rock australien INXS, parue sur l'album Shabooh Shoobah, puis en single comme deuxième extrait de l'album.
La chanson est entendue dans le film Adventureland : Un job d'été à éviter.

## Classements
| Classement (1982)    | Meilleure place |
| -------------------- | --------------- |
| Australie (ARIA)     | 14              |
| États-Unis (Hot 100) | 80              |